# Scaptomyza taiwanica
Scaptomyza taiwanica är en tvåvingeart som beskrevs av Lin och Ting 1971. Scaptomyza taiwanica ingår i släktet Scaptomyza och familjen daggflugor.
Artens utbredningsområde är Taiwan. Inga underarter finns listade i Catalogue of Life.